# Saint-Hilaire-la-Gérard
Saint-Hilaire-la-Gérard là một xã trong tỉnh Orne, vùng Normandie tây bắc nước Pháp. Xã Saint-Hilaire-la-Gérard nằm ở khu vực có độ cao trung bình 223 mét trên mực nước biển.